# Chojnów
Chojnów é um município da Polônia, na voivodia da Baixa Silésia e no condado de Legnica. Estende-se por uma área de 5,32 km², com 13 631 habitantes, segundo os censos de 2017, com uma densidade de 2562,2 hab/km².